# Kaulsdorf-Nord (métro de Berlin)
Kaulsdorf-Nord est une station de la ligne 5 du métro de Berlin. Elle est située, entre Hellersdorfer Straße et Cecilienplatz, dans le quartier de Hellersdorf, à Berlin en Allemagne.

## Situation sur le réseau

Plan du métro.

La station Strausberger Platz de la ligne 5 du métro de Berlin, est située entre la station Wuhletal au sud-ouest, en direction du terminus Hauptbahnhof, et la station Kienberg au nord, en direction du terminus Hönow.
Elle dispose d'un quai central encadré par les deux voies de la ligne.

## Histoire
La station a pour nom pendant sa construction Hellersdorfer Straße puis ouvre le 1er juillet 1989 sous le nom de d'Albert-Norden-Straße, en référence à Albert Norden (1904-1982), journaliste et homme politique est-allemand. Avec la réunification allemande, la station prend son nom actuel le 2 octobre 1991 ; de même, Albert-Norden-Straße devient Cecilienstraße.

## Services aux voyageurs

### Accès et accueil
Deux ponts piétonniers servent d'accès à la station, notamment pour les personnes à mobilité réduite.

### Desserte
Kaulsdorf-Nord est desservie par les rames circulant sur la ligne 5 du métro.

Installations et desserte
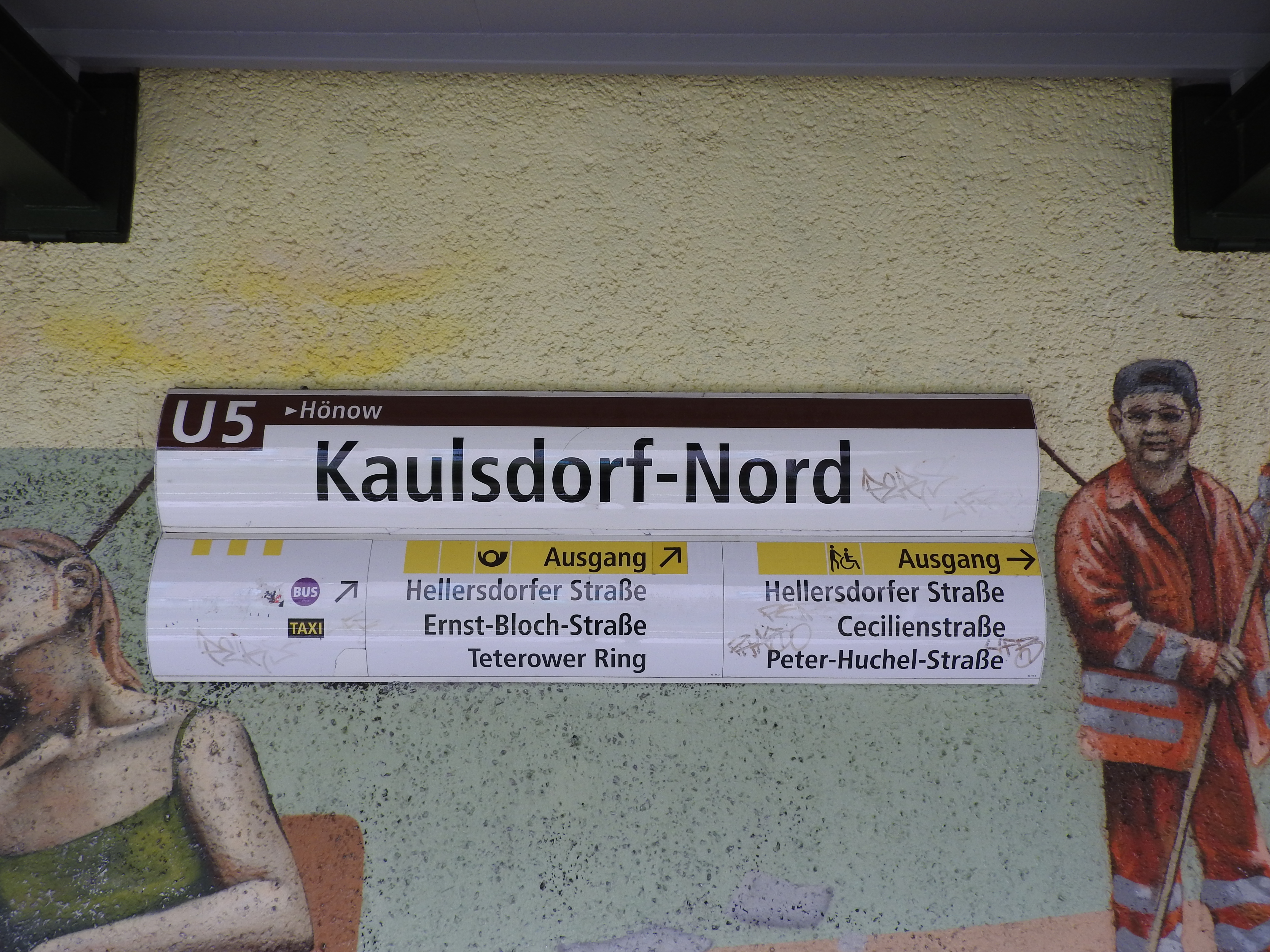
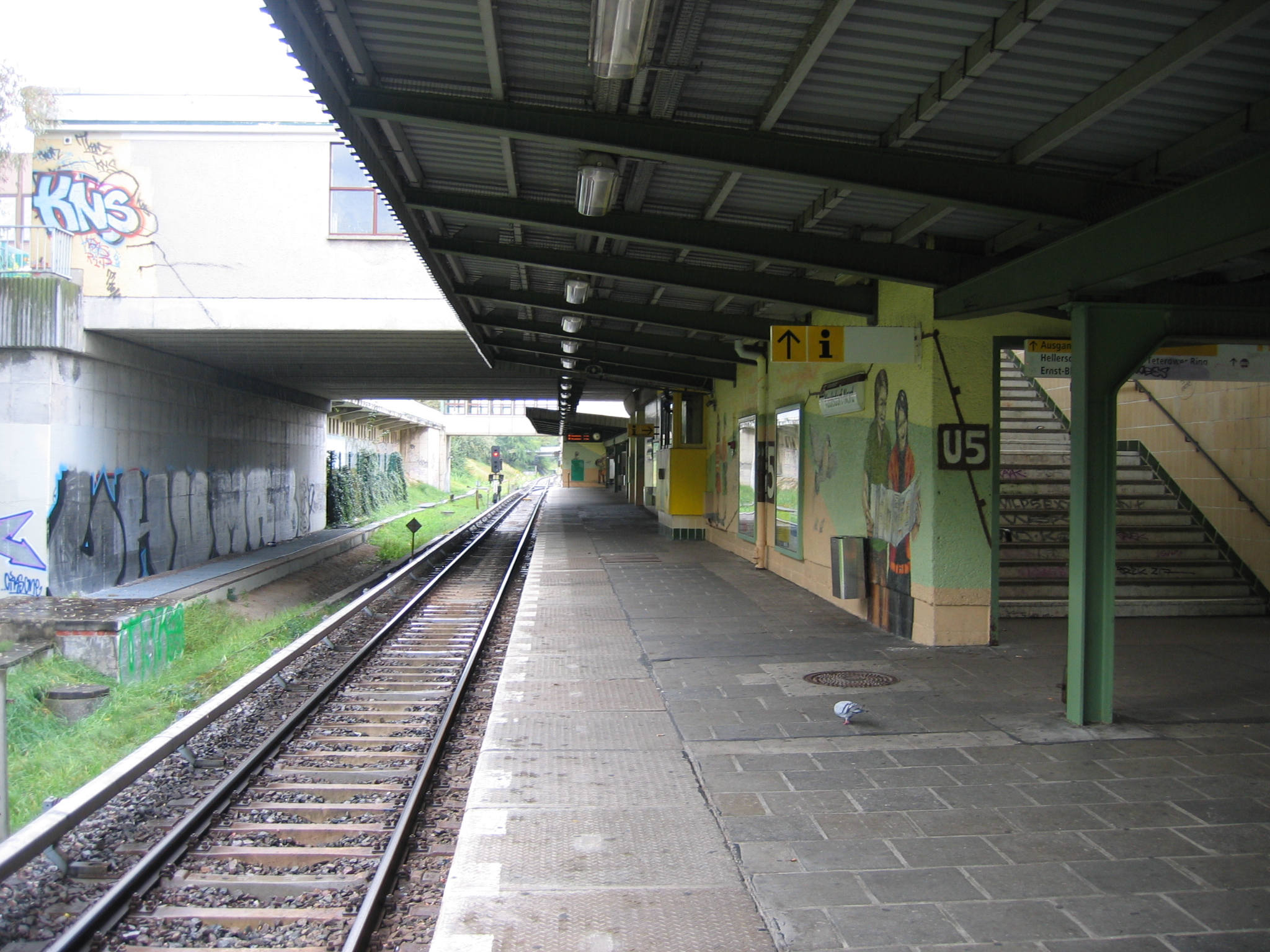
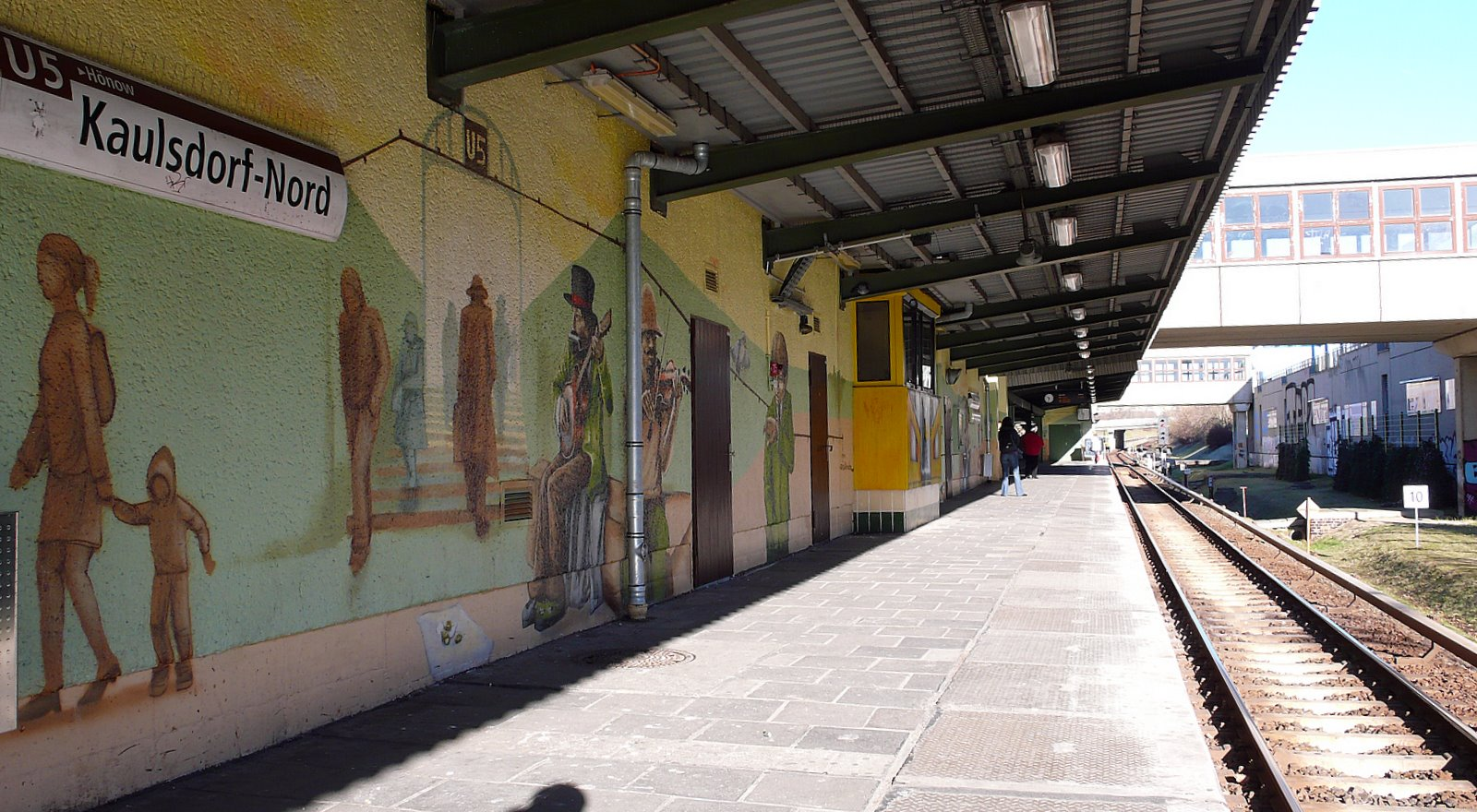

### Intermodalité
La station est en correspondance avec les lignes d'autobus no 191, 197, 269 et 291 de la BVG.